# Гварньери, Эдоардо
Эдоардо Гварньери (итал. Edoardo Guarnieri, часто Эдоардо де Гварньери или де Гуарниери; 18 апреля 1899, Венеция — 25 мая 1968, Сан-Паулу) — итальянский и бразильский дирижёр. Сын Франческо Гварньери, отец Джанфранческо Гварньери.

## Биография
Учился игре на виолончели в Венецианском музыкальном лицее у Просперо Монтекки, затем в парижской Schola cantorum у Луи Фурнье (виолончель) и Венсана д’Энди (композиция). Выступал в разных городах Италии с камерным репертуаром, в 1925 году участвовал во Всемирных днях музыки в Венеции. В 1921—1929 гг. участник Венецианского квартета (примариус Луиджи Энрико Ферро), которому покровительствовал Габриэле д’Аннунцио. Затем предпочёл карьеру дирижёра, работал в небольших итальянских театрах, в 1929 году дебютировал в венецианском Ла Фениче с «Мадам Баттерфляй» Джакомо Пуччини и «Росмундой» Эрардо Трентинальи. В 1935 году дирижировал программой балетной труппы хореографа Я Руская на фестивале Флорентийский музыкальный май.
В 1937 году благодаря посредничеству своей жены, арфистки Эльзы Мартиненги, получил приглашение в оперную труппу Муниципального театра Рио-де-Жанейро, и супруги вместе с трёхлетним сыном переехали в Бразилию; в 1941 году Гварньери оформил бразильское гражданство. Помимо различных бразильских коллективов выступал в 1942—1944 гг. с уругвайским Симфоническим оркестром SODRE, в 1945 г. в Буэнос-Айресе в театре «Колон». Со времён Второй мировой войны был близок к Бразильской коммунистической партии, в 1957 году гастролировал в СССР. Дирижировал премьерами опер Эйтора Вила-Лобоса «Девушка из облака» (1957) и «Изат» (1958), симфонической сюиты № 1 Сезара Герра Пейши (1955) — сохранилась запись этого произведения под управлением Гварньери с Московским симфоническим оркестром. В 1960 году записал ряд других произведений бразильских композиторов — Энрике Освальда, Франсиско Миньоне.
Умер от инфаркта, поднимаясь по лестнице театра. Имя Гуарньери носит улица в Сан-Паулу (порт. Rua Maestro Eduardo de Guarnieri).